# Stazione di Ottavia
Stazione di Ottavia vasútállomás Olaszországban, Róma Ottavia városrészében.

## Vasútvonalak
Az állomást az alábbi vasútvonalak érintik:
- Viterbo–Róma-vasútvonal

## Kapcsolódó állomások
A vasútállomáshoz az alábbi állomások vannak a legközelebb:
- Stazione di Roma San Filippo Neri (Stazione di Roma Tiburtina, FL3)
- Stazione di Ipogeo degli Ottavi (Stazione di Viterbo Porta Fiorentina, FL3)